# Mehmet İncebacak
Mehmet İncebacak (* 9. Februar 1992 in Izmir) ist ein türkischer Fußballspieler, der aktuell für Bucaspor spielt.

## Spielerkarriere
İncebacak begann mit dem Vereinsfußball in der Jugend des Amateurvereins Narlıdere Belediyespor und kam 2007 zur Jugend des Traditionsvereins Bucaspor. 2009 wechselte er in die Jugend von Beşiktaş Istanbul, kehrte aber bereits nach einer Spielzeit wieder zum Nachwuchs Bucaspors zurück. Hier erhielt er im Februar 2010 einen Profivertrag, wurde aber weiterhin nur in der Jugend- bzw. Reservemannschaft eingesetzt. Im April 2010 wurde er vom neu eingestellten Trainer Sait Karafırtınalar in den Profikader aufgenommen und sofort eingesetzt. Sein Profidebüt gab er dabei am 30. April 2010 bei der Erstligabegegnung gegen Antalyaspor. Mit dieser Begegnung gelang ihm auch gleichzeitig der Sprung in die Stammformation.